# Ansonia spinulifer
Ansonia spinulifer es una especie de anfibios de la familia Bufonidae. Habita en Indonesia, Malasia y posiblemente en Brunéi.
Su hábitat natural incluye bosques tropicales o subtropicales secos y a baja altitud y ríos. Está amenazada de extinción por la pérdida de su hábitat natural.